# Cyclophora grisea
Cyclophora grisea är en fjärilsart som beskrevs av Karl Schawerda 1938. Cyclophora grisea ingår i släktet Cyclophora och familjen mätare. Inga underarter finns listade i Catalogue of Life.